# Usta
Usta este un gen de molii din familia Saturniidae. 

## Specii
- Usta alba Terral & Lequeux, 1991
- Usta angulata Rothschild, 1895
- Usta biplaga Rebel, 1912
- Usta grantae Terral & Lequeux, 1991
- Usta subangulata Bouvier, 1930
- Usta terpsichore (Maassen & Weyding, 1885)
- Usta wallengrenii (C. Felder & R. Felder, 1859)